# Abbasso il zio
Abbasso il zio è un cortometraggio del 1961 diretto da Marco Bellocchio. È il primo film del regista, diretto nell'estate tra primo e secondo anno al Centro sperimentale di cinematografia di Roma. Il titolo si riferisce alla sgrammaticata scritta dipinta su un muro all'interno del cimitero in cui è ambientato.
Il corto gli valse una borsa di studi presso la Slade School of Fine Arts di Londra.

## Trama
Tre ragazzini scavalcano il muro di cinta di un vecchio cimitero della campagna piacentina e raggiungono un loro coetaneo, che sta pregando davanti a una tomba. Poi, escono tutti di corsa e raggiungono un cimitero antico abbandonato. Qui si divertono distruggendo statue votive e scoperchiando delle lapidi dalle quali estraggono ossa e denti.

## Distribuzione
Il corto è disponibile nel DVD di I pugni in tasca pubblicato dalla Cineteca di Bologna.